# Prix Jacques de Vaulogé
Prix Jacques de Vaulogé är ett travlopp för treåriga hingstar som äger rum i mitten av november på Hippodrome de Vincennes i Paris i Frankrike. Det är ett Grupp 2-lopp.
Loppet körs över 2700 meter, tidigare kördes det över 2700 meter på stora banan på Vincennes, med voltstart. Den samlade prissumman är 120 000 euro, och 54 000 euro i första pris.
Löpningsrekordet i loppet har hästen Koctel du Dain som kördes av kusken David Thomain som vann på tiden 1'13'5.

## Vinnare
| År   | Häst               | Far                    | Kusk                      | Tränare                  | Distans    | Tid/km |
| ---- | ------------------ | ---------------------- | ------------------------- | ------------------------ | ---------- | ------ |
| 2024 | Loulou de Mye      | Clif du Pommereux      | Matthieu Abrivard         | Romain Christian Larue   | 2700 m     | 1'13"0 |
| 2023 | Koctel du Dain     | Boccador de Simm       | David Thomain             | Philippe Allaire         | 2700 m     | 1'13"5 |
| 2022 | Juninho Dry        | Carat Williams         | Paul Philippe Ploquin     | Sébastien Guarato        | 2 700 m    | 1'14"4 |
| 2021 | Italiano Vero      | Ready Cash             | David Thomain             | Philippe Allaire         | 2 700 m    | 1'14"5 |
| 2020 | Hooker Berry       | Booster Winner         | Jean-Michel Bazire        | Jean-Michel Bazire       | 2 700 m    | 1'15"3 |
| 2019 | Gallant Way        | Ready Cash             | David Thomain             | Philippe Allaire         | 2 700 m    | 1'14"4 |
| 2018 | Feliciano          | Ready Cash             | Éric Raffin               | Philippe Allaire         | 2 700 m    | 1'15"2 |
| 2017 | Easy des Racques   | Rodrigo Jet            | Jean-Philippe Monclin     | Alexandre Buisson        | 2 700 m    | 1'14"4 |
| 2016 | Django Riff        | Ready Cash             | Yoann Lebourgeois         | Philippe Allaire         | 2 700 m    | 1'14"5 |
| 2015 | Cristal Money      | Coktail Jet            | Franck Nivard             | Thierry Duvaldestin      | 2 700 m    | 1'15"1 |
| 2014 | Bold Eagle         | Ready Cash             | Franck Nivard             | Sébastien Guarato        | 2 700 m    | 1'15"9 |
| 2013 | Aldo des Champs    | Prince d'Espace        | Matthieu Abrivard         | Matthieu Abrivard        | 2 700 m    | 1'14"9 |
| 2012 | Voyage de Rêve     | Password               | Jean-Philippe Dubois      | Jean-Philippe Dubois     | 2 700 m    | 1'14"  |
| 2011 | Uniclove           | Look de Star           | Thierry Duvaldestin       | Thierry Duvaldestin      | 2 700 m    | 1'15"2 |
| 2010 | Torino d'Auvillier | Ludo de Castelle       | William Bigeon            | Jean Luc Bigeon          | 2 700 m    | 1'15"6 |
| 2009 | Sage de Bresles    | Islero de Bellouet     | Pierre Levesque           | Gilbert Martens          | 2 700 m    | 1'14"1 |
| 2008 | Ready Cash         | Indy de Vive           | Bernard Piton             | Philippe Allaire         | 2 700 m    | 1'17"8 |
| 2007 | Quido du Goutier   | Extreme Dream          | Thierry Duvaldestin       | Thierry Duvaldestin      | 2 700 m    | 1'15"  |
| 2006 | Prince d'Espace    | Himo Josselyn          | Jean-Michel Bazire        | Sébastien Guarato        | 2 700 m    | 1'17"1 |
| 2005 | Onyx du Goutier    | Buvetier d'Aunou       | Thierry Duvaldestin       | Thierry Duvaldestin      | 2 175 m    | 1'14"1 |
| 2004 | New Aldo           | Casino des Sports      | Pierre Vercruysse         | Jean Luc Bigeon          | 2 175 m    | 1'14"4 |
| 2003 | Meaulnes du Corta  | Voici du Niel - Cigale | Jean-Michel Bazire        | Laurent-Claude Abrivard  | 2 175 m    | 1'16"4 |
| 2002 | Love You           | Coktail Jet            | Jean-Pierre Dubois        | Jean-Pierre Dubois       | 2 175 m    | 1'14"1 |
| 2001 | Kesaco Phedo       | Caballo in Blue        | Joseph Verbeeck           | Philippe Allaire         | 2 175 m    | 1'15"0 |
| 2000 | Jasmin de Flore    | Vivier de Montfort     | Jean-Michel Bazire        | Michael-Jean Ruault      | 2 175 m    | 1'15"0 |
| 1999 | In Love With You   | Coktail Jet            | Jean-Pierre Dubois        | Jean-Pierre Dubois       | 2 175 m    | 1'17"0 |
| 1998 | Himo Josselyn      | Cezio Josselyn         | Jean-Michel Bazire        | L. Goncalves-Fernandes   | 2 100 m    | 1'15"8 |
| 1997 | Gavroche Perrine   | Ténor de Baune         | Jean-Baptiste Bossuet     | Jean-Baptiste Bossuet    | 2 100 m    | 1'15"1 |
| 1996 | Full Account       | Passionnant            | Jean-Étienne Dubois       | Jean-Étienne Dubois      | 2 100 m    | 1'15"4 |
| 1995 | Escartefigue       | Steed James            | Alain Laurent             | Alain Laurent            | 2 175 m    | 1'16"2 |
| 1994 | Dahir de Prélong   | Fakir du Vivier        | Bertrand Lefèvre          | Bertrand Lefèvre         | 2 100 m    | 1'14"8 |
| 1993 | Cézio Josselyn     | Armbro Goal            | Jean-Pierre Dubois        | Jean-Pierre Dubois       | 2 175 m    | 1'16"0 |
| 1992 | Buvetier d'Aunou   | Royal Prestige         | Jean-Pierre Dubois        | Jean-Pierre Dubois       | 2 100 m    | 1'15"5 |
| 1991 | Autour d'Aunou     | Buffet II              | Jean-Étienne Dubois       | Jean-Étienne Dubois      | 2 300 m    | 1'16"9 |
| 1990 | Vasquez            | Muscle                 | Jean-Pierre Dubois        | Jean-Pierre Dubois       | 2 300 m    | 1'17"9 |
| 1989 | Une de Rio         | Florestan              | Jean-Pierre Dubois        | Jean-Pierre Dubois       | 2 100 m    | 1'15"8 |
| 1988 | Tabac Blond        | Kidy                   | Bernard Bedeloup          | Bernard Bedeloup         | 2 650 m    | 1'19"3 |
| 1987 | Sabre d'Avril      | Hadol du Vivier        | Jean-Pierre Viel          | Jean-Pierre Viel         | 2 650 m    | 1'19"2 |
| 1986 | Ruanito d'Arc      | Dianthus               | Ulf Nordin                | Ulf Nordin               | 2 675 m    | 1'20"4 |
| 1985 | Quito de Talonay   | Florestan              | Jean-René Gougeon         | Jack de Bellaigue        | 2 650 m    | 1'21"5 |
| 1984 | Pélican du Pont    | Fruit Rose             | Jean-Yves Rayon           | Albert Rayon             | 2 650 m    | 1'19"8 |
| 1983 | Oligo              | Ersin                  | Joël Hallais              | Joël Hallais             | 2 600 m    | 1'21"  |
| 1982 | Marybée            | Buffet II              | Jean Mary                 | Jean Francois Mary       | 2 600 m    | 1'21"3 |
| 1981 | Mon Tourbillon     | Amyot                  | Jean-Pierre Viel          | Jean-Pierre Viel         | 2 250 m    | 1'18"8 |
| 1980 | L'Alezan           | Apaty                  | Michel Lenoir             | René Veslard             | 2 250 m    | 1'19"6 |
| 1979 | Kerridou           | Rubis Royal            | Richard-William Denéchère | Léopold Verroken         | 2 250 m    | 1'18"8 |
| 1978 | Jean               | Vimont                 | François-Georges Louiche  | François-Georges Louiche | 2 250 m    | 1'20"2 |
| 1977 | Idéal du Gazeau    | Alexis III             | Eugène Lefèvre            | Eugène Lefèvre           | Mall:Unité | 1'18"2 |
| 1976 | Hadol du Vivier    | Mitsouko               | Jean-René Gougeon         | Henri Levesque           | Mall:Unité | 1'18"8 |
| 1975 | Girl Blanche       | Seddouk                | Gérard Mascle             | Gérard Mascle            | Mall:Unité | 1'21"1 |
| 1974 | Fort d'Orange      | Paléo                  | Gaston Peltier            | Gaston Peltier           | Mall:Unité | 1'20"6 |